# Коронавірусна хвороба 2019 у Республіці Конго
Коронаві́русна хворо́ба 2019 у Респу́бліці Ко́нго — розповсюдження пандемії коронавірусу територією Республіки Конго.
Перший випадок появи коронавірусної хвороби було виявлено на території Республіки Конго 14 березня 2020 року.
Станом на 26 березня 2020 року, у Респубілці Конго виявлено 4 випадки захворювання.

## Хронологія
14 березня 2020 року влада Республіки Конго повідомила про перший випадок виявлення захворювання у країні, інфікованим виявився 50-річний чоловік, котрий повернувся до Республіки Конго з Парижа (Франція).
19 березня було виявлено ще 2 випадки захворювання.